# Јамијано (Горица)
Јамијано је насеље у Италији у округу Горица, региону Фурланија-Јулијска крајина.
Према процени из 2011. у насељу је живело 222 становника. Насеље се налази на надморској висини од 26 м.